# Kanton Saint-Lubin-des-Joncherets
Der Kanton Saint-Lubin-des-Joncherets ist seit 2015 ein französischer Kanton im Arrondissement Dreux, im Département Eure-et-Loir und in der Region Centre-Val de Loire; sein Hauptort ist Saint-Lubin-des-Joncherets.

## Geschichte
Der Kanton entstand bei der Neueinteilung der französischen Kantone im Jahr 2015. Seine Gemeinden kommen aus den ehemaligen Kantonen Brezolles (alle 18 Gemeinden), Châteauneuf-en-Thymerais (alle 14 Gemeinden), Senonches (alle 8 Gemeinden) und La Ferté-Vidame (alle 7 Gemeinden).

## Lage
Der Kanton liegt im Nordwesten des Départements Eure-et-Loir und grenzt an die Normandie.

## Gemeinden
Der Kanton besteht aus 47 Gemeinden mit insgesamt 25.356 Einwohnern (Stand: 1. Januar 2022) auf einer Gesamtfläche von 288,85 km²:
| Gemeinde                          | Einwohner 1. Januar 2022 | Fläche km² | Dichte Einw./km² | Code INSEE | Postleitzahl |
| --------------------------------- | ------------------------ | ---------- | ---------------- | ---------- | ------------ |
| Ardelles                          | 210                      | 10,4       | 20               | 28008      | 28170        |
| Beauche                           | 284                      | 16,6       | 17               | 28030      | 28270        |
| Bérou-la-Mulotière                | 345                      | 13,2       | 26               | 28037      | 28270        |
| Boissy-lès-Perche                 | 495                      | 33,66      | 15               | 28046      | 28340        |
| Brezolles                         | 1.796                    | 14,23      | 126              | 28059      | 28270        |
| Châtaincourt                      | 227                      | 14,82      | 15               | 28087      | 28270        |
| Châteauneuf-en-Thymerais          | 2.632                    | 4,07       | 647              | 28089      | 28170        |
| Crucey-Villages                   | 467                      | 43,97      | 11               | 28120      | 28270        |
| Dampierre-sur-Avre                | 763                      | 18,27      | 42               | 28124      | 28270        |
| Digny                             | 1.002                    | 39,99      | 25               | 28130      | 28250        |
| Escorpain                         | 234                      | 9,42       | 25               | 28143      | 28270        |
| Favières                          | 625                      | 12,69      | 49               | 28147      | 28170        |
| Fessanvilliers-Mattanvilliers     | 172                      | 11,63      | 15               | 28151      | 28270        |
| Fontaine-les-Ribouts              | 187                      | 7,12       | 26               | 28155      | 28170        |
| Jaudrais                          | 409                      | 15,3       | 27               | 28200      | 28250        |
| La Chapelle-Fortin                | 169                      | 14,41      | 12               | 28077      | 28340        |
| La Ferté-Vidame                   | 558                      | 39,81      | 14               | 28149      | 28340        |
| La Framboisière                   | 337                      | 5,23       | 64               | 28159      | 28250        |
| La Mancelière                     | 152                      | 5,9        | 26               | 28231      | 28270        |
| La Puisaye                        | 247                      | 20,5       | 12               | 28310      | 28250        |
| La Saucelle                       | 201                      | 14,26      | 14               | 28368      | 28250        |
| Lamblore                          | 323                      | 10,8       | 30               | 28202      | 28340        |
| Laons                             | 655                      | 15,78      | 42               | 28206      | 28270        |
| Le Boullay-les-Deux-Églises       | 250                      | 13,82      | 18               | 28053      | 28170        |
| Le Mesnil-Thomas                  | 337                      | 16,34      | 21               | 28248      | 28250        |
| Les Châtelets                     | 111                      | 9,92       | 11               | 28090      | 28270        |
| Les Ressuintes                    | 153                      | 7,46       | 21               | 28314      | 28340        |
| Louvilliers-lès-Perche            | 198                      | 14,5       | 14               | 28217      | 28250        |
| Maillebois                        | 926                      | 41         | 23               | 28226      | 28170        |
| Montigny-sur-Avre                 | 272                      | 7,26       | 37               | 28263      | 28270        |
| Morvilliers                       | 127                      | 9,92       | 13               | 28271      | 28340        |
| Prudemanche                       | 264                      | 15,43      | 17               | 28308      | 28270        |
| Puiseux                           | 133                      | 5,22       | 25               | 28312      | 28170        |
| Revercourt                        | 25                       | 5,53       | 5                | 28315      | 28270        |
| Rohaire                           | 131                      | 10,01      | 13               | 28316      | 28340        |
| Rueil-la-Gadelière                | 469                      | 18,44      | 25               | 28322      | 28270        |
| Saint-Ange-et-Torçay              | 284                      | 16,61      | 17               | 28323      | 28170        |
| Saint-Jean-de-Rebervilliers       | 243                      | 11,03      | 22               | 28341      | 28170        |
| Saint-Lubin-de-Cravant            | 55                       | 6,93       | 8                | 28346      | 28270        |
| Saint-Lubin-des-Joncherets        | 4.129                    | 14,46      | 286              | 28348      | 28270        |
| Saint-Maixme-Hauterive            | 410                      | 31,95      | 13               | 28351      | 28170        |
| Saint-Rémy-sur-Avre               | 4.065                    | 13,05      | 311              | 28359      | 28270        |
| Saint-Sauveur-Marville            | 927                      | 18,84      | 49               | 28360      | 28170        |
| Senonches                         | 3.013                    | 62,48      | 48               | 28373      | 28250        |
| Serazereux                        | 538                      | 15,58      | 35               | 28374      | 28170        |
| Thimert-Gâtelles                  | 1.240                    | 42,67      | 29               | 28386      | 28170        |
| Tremblay-les-Villages             | 2.208                    | 63,31      | 35               | 28393      | 28170        |
| Kanton Saint-Lubin-des-Joncherets | 32.998                   | 863,82     | 38               | 2814       | –            |

## Politik
Bereits im 1. Wahlgang am 22. März 2015 gewann das Gespann Christelle Minard (LR)/Gérard Sourisseau (DVD) gegen Christophe Rouaud/Pascale Van der Bauvede (beide FN) mit einem Stimmenanteil von 59,00 % (Wahlbeteiligung:48,55 %).
| Vertreter im Departementrat des Départements | Vertreter im Departementrat des Départements | Vertreter im Departementrat des Départements |
| Amtszeit                                     | Name                                         | Partei                                       |
| -------------------------------------------- | -------------------------------------------- | -------------------------------------------- |
| 2015–                                        | Christelle Minard Gérard Sourisseau          | UMP DVD                                      |